# Eremochelis arcus
Espèce
Synonymes
- Therobates arcus Muma, 1962

Eremochelis arcus est une espèce de solifuges de la famille des Eremobatidae.

## Distribution
Cette espèce est endémique des États-Unis. Elle se rencontre en Californie et au Nevada.

## Description
Le mâle holotype mesure 14,0 mm et la femelle paratype 18,0 mm.

## Publication originale
- Muma, 1962 : The arachnid order Solpugida in the United States, Supplement 1. American Museum Novitates, no 2092, p. 1-44 (texte intégral).